# Shrek (lik)
Shrek je izmišljeni lik kojeg je osmislio američki autor William Steig. Protagonist je knjige istoga imena, filmova koje je napravio DreamWorks Animation i mjuzikla. Ime mu je izvedeno od njemačke riječi Schreck što znači užas ili teror. U filmovima mu je glas dao Mike Myers, a u mjuziklu ga igra Brian d'Arcy James.
Dobio je zvijezdu na Holivudskoj stazi slavnih u Los Angelesu 20. svibnja 2010. Entertainment Weekly stavio ga je na 15. mjesto popisa Sto najboljih likova u zadnjih 20 godina u lipnju 2010.

## Karakterizacija i rani život
Shrek je ogroman, zelenoput, fizički zastrašujući ogar sa škotskim naglaskom iako se u filmu Shrek uvijek i zauvijek otkrije da je dosta manji od prosječnoga ogra.
Usprkos tomu što je opasan, ciničan i otrovno hirovit mizantrop, Shrek je miroljubiv i ne želi nikoga povrijediti, nego samo želi živjeti u samoći. Shreka prati uzbudljiv i hirovit magarac koji govori. Kada seljaci prvi put vide Shreka, uspješno ih uplaši urlajući na njih. Poslije se razjasni da su ga napali zato što je div, a ne zato što je učinio što loše.
Shrek se u prvome filmu tijekom razgovora s magarcem žali, da ga ljudi neprestano ocjenjuju čim ga upoznaju i zato mu je bolje samom („Vidi, nisam ja taj koji ima problem, u redu? To je svijet koji izgleda da ima problema sa mnom. Ljudi me pogledaju i odlaze: 'Aah! Pomozi! Trči! Veliki glupi ružni ogar!' Osuđuju me prije nego što me uopće upoznaju. Zato mi je bolje da sam sam."). To implicira da je postao samotnjak nakon što je pokušao i nije uspio pronaći prihvaćanje među drugima. Drugi razlog tuđeg neprihvaćanja Shreka nalazi se u "Shreku Trećem", gdje se otkriva da ga je njegov otac pokušao pojesti („Pretpostavljam da sam trebao vidjeti kako to dolazi. Znao me okupati umakom od roštilja i staviti me u krevet s jabukom u mojim ustima.").
Budući da je div, Shrek ima znatnu fizičku snagu i može lomiti drva i metalne konstrukcije, boriti se s brojnim oklopljenim vojnicima i obično pobjeđivati, pa čak i podizati ili okretati predmete preteške za normalno ljudsko biće poput ogromna kotla čarobnog napitka u borbi s vilinskom kumom u "Shreku 2".
U filmu Shrek u močvarnoj karaoke zabavi, Shrek pjeva Just the Way You Are. U Far Far Away Idolu (filmu) s Fionom je otpjevao What I Like About You grupe Romantics. Shrek ima poteškoća u druženju zato što ljudi misle da je zao i ružan ogar iako je njegov izgled izuzetno humanoidan uz nekoliko kozmetičkih izuzetaka. Rečeno je da Shrek ima sociofobiju.
Međutim, od "Shreka Trećeg" nadalje, Shrek je postao jako voljena slavna osoba, barem u Far Far Awayu (filmu). U četvrtom filmu ljudi uspijevaju shvatiti da Shrek nije opasan i izgube strah i predrasude prema njemu, ali na Shrekovu nesreću također ga smatraju narodnim herojem i posjećuju ga još češće nego prije uznemirujući ga. Nakon filmskih iskustava, Shrek cijeni svoj život više nego ikad.

## Podrijetlo
Iako je njegovo podrijetlo nepoznato, u mjuziklu Shrek otkrije se da su ga na njegov sedmi rođendan roditelji poslali iz doma po njihovoj tradiciji. Vidjeli su ga kako putuje sam, a kada bi ga ljudi vidjeli, vrištali bi ili ga zadirkivali. Jedini ugodan pozdrav primio je od mlade Fione koju su roditelji odmah odveli. U knjizi su ga roditelji bacili u mračnu rupu koja vodi u stvaran svijet.
Nakon što je otjerao bijesno čudovište, stigao je do svoje močvare, ušao u kuću i onda doslovno postao odrasle veličine.

## Radnja prvoga filma
U prvom filmu, lord Farquaad od Duloca potjera stvorenja iz bajke u Shrekovu močvaru. Kad nađe skvotere na mjestu gdje živi, Shrek ih pokuša deložirati samo kako bi saznao da nema pravo na to jer nije vlasnik močvare. Lord Farquaad tada angažira Shreka, da spasi princezu Fionu (kojom se treba oženiti kako bi postao pravim kraljem) u zamjenu za ugovor kojim će moći legalno potjerati bića iz močvare. Međutim, Shrek se jako zaljubi u Fionu tijekom misije i na kraju zaustavi njezino vjenčanje s Farquaadom te se sam njome oženio.